# System Usability Scale
Die System Usability Scale (SUS) ist ein einfacher und technologieunabhängiger Fragebogen, um damit die Gebrauchstauglichkeit eines Systems zu bewerten. Es handelt sich um eine etablierte Methode zur quantitativen Analyse der Gebrauchstauglichkeit. Sie umfasst 10 Fragen nach der Likert-Skala. Sie wurde 1996 von John Brooke entwickelt.

## Vorgehensweise
Häufig wird vor der System Usability Scale ein Usability-Test durchgeführt, um das System im Anschluss direkt von den Testpersonen bewerten lassen zu können. Die SUS ist technologieunabhängig und daher einfach durchzuführen – durch den geringen Umfang an Fragen ist die Bewertung auch vergleichsweise schnell möglich.
Da in der System Usability Scale die subjektiv wahrgenommene Gebrauchstauglichkeit in Punkten bewertet wird, kann man durch die Befragung mehrerer Nutzer des Systems dadurch eine Globalbewertung daraus ableiten. Die SUS ist eine Perzentillinterpretation, welche von 0–100 reicht. Als Richtwert für ein System mit einer mindestens guten Gebrauchstauglichkeit gilt der Wert 68 (oder höher), 100 symbolisiert die perfekte Gebrauchstauglichkeit.
Durch den Globalwert der Befragung mithilfe der SUS zu einem System lässt sich auch ein Vergleich zu anderen Systemen oder Einordnung in Gütekategorien bewältigen. Allerdings gibt der Wert nur an, ob Usability-Probleme vorliegen; nicht etwa, welche Probleme genau vorliegen.

## Fragenkatalog
Brooke schlägt als zu bewertende Aussagen vor:
- Ich kann mir sehr gut vorstellen, das System regelmäßig zu nutzen.
- Ich empfinde das System als unnötig komplex.
- Ich empfinde das System als einfach zu nutzen.
- Ich denke, dass ich technischen Support brauchen würde, um das System zu nutzen.
- Ich finde, dass die verschiedenen Funktionen des Systems gut integriert sind.
- Ich finde, dass es im System zu viele Inkonsistenzen gibt.
- Ich kann mir vorstellen, dass die meisten Leute das System schnell zu beherrschen lernen.
- Ich empfinde die Bedienung als sehr umständlich.
- Ich habe mich bei der Nutzung des Systems sehr sicher gefühlt.
- Ich musste eine Menge Dinge lernen, bevor ich mit dem System arbeiten konnte.

Je nach Anwendungsgebiet können und sollten die Aussagen angepasst werden.